# Ioannis Athinaiou
Ioannis Athinaiou (en griego, Γιάννης Αθηναίου, Colargos, Atenas, 19 de enero de 1994) es un baloncestista griego que pertenece a la plantilla del ASK Karditsas de la A1 Ethniki griega. Con 1,94 metros de estatura, juega indistintamente en las posiciones de base o escolta.

## Trayectoria deportiva

### Profesional
Se formó en las categorías inferiores del Psychiko B.C., y firmó su primer contrato profesional en 2006 con Ilisiakos BC, equipo con el que compitió en la A2 Ethniki, donde jugó tres temporadas, siendo la más destacada la última de ellas, en la que promedió 5,9 puntos y 1,6 asistencias por partido.
En el verano de 2009 firmó por cuatro temporadas con el Panionios BC de la A1 Ethniki, siendo cedido en la temporada 2011-12 al KAOD BC. Allí disputó su mejor temporada hasta ese momento, promediando 5,9 puntos y 2,0 asistencias por partido.
Regresó al Panionios BC para disputar una temporada más, hasta que en julio de 2013 fichó por dos temporadas con el Aris Salónica. Disputó 22 partidos, en los que promedió 13,4 puntos y 3,3 asistencias, lo que hizo que el Olimpia Milano de la liga italiana se fijara en él, fichándolo en marzo de 2014 hasta el final de la temporada. Pero solo llegó a disputar unos minutos en un par de partidos, rompiendo el contrato varias semanad después.
En agosto de 2014 fichó por el Olin Edirne de la liga turca, donde disputó ocho partidos, en los que promedió 7,1 puntos y 2,5 asistencias, antes de regresar a la liga griega para fichar por el AEK Atenas B.C. en el mes de diciembre. En su nuevo equipo acabó la temporada promediando 6,1 puntos y 2,7 asistencias por partido.
En julio de 2015 firmó con el Olympiacos B.C. por tres temporadas, equipo con el que debutó en la Euroliga.
Ioannis logró convertirse en el primer jugador en llegar a pertenecer a la disciplina de los cinco principales clubes del baloncesto heleno: Aris (2013-14 y 2017-18), AEK Atenas (2014-15), Olympiacos (2015-17), PAOK (2018-19) y Panathinaikos B.C. (2019-20). 
Sin embargo, no pudo debutar con Panathinaikos B.C. al romperse, cuando solo llevaba 18 segundos en cancha, el ligamento cruzado de la rodilla izquierda en un amistoso de la selección griega ante Serbia dos semanas antes de que diera comienzo el Mundial de 2019, pasando en blanco la totalidad del pasado ejercicio.
En verano de 2020, fichó por el Peristeri B.C. y en seis partidos promedió 9,8 puntos (45% en triples) y 3,2 asistencias en 20 minutos de presencia en cancha. 
En diciembre de 2020, recaló en el Promitheas Patras B.C., con Vangelis Mantzaris haciendo el recorrido inverso. En su nuevo equipo sus números bajaron (5,6 puntos y 2,2 asistencias en 18 minutos) lastrado por su mal 32% en tiros de dos puntos, manteniéndose su acierto en el triple a un buen nivel: 43%. 
El 18 de abril de 2021, llega a España para jugar en el Bilbao Basket de la Liga Endesa hasta el final de la temporada.
En verano de 2021, se compromete con el Ionikos Nikaias B.C. de la A1 Ethniki, para disputar la temporada 2021-22.

### Selección nacional
Su primer contacto con la selección griega fue cuando estuvo convocado para disputar la Universiada de 2013. Desde 2016 es integrante de la selección absoluta, habiendo participado en el Preolímpico que daba acceso a los Juegos de Río de Janeiro. Promedió 1,3 puntos y 0,7 rebotes en los tres partidos que jugó.